# Petrus Serrarius

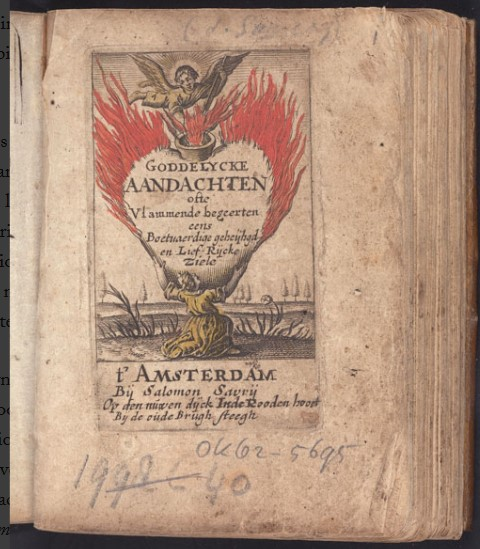
Titelpagina van Petrus Serrarius: Goddelycke aandachten ofte vlammende begeerten, Amsterdam, Salomon Savrij, 1653. De voorstelling is een voorbeeld van katholieke symboliek die laat zien dat Gods liefde (amor divinus) van bovenaf in een reusachtig brandend hart wordt gegoten. Het is een vertaling in het Nederlands van Herman Hugo: Pia Desideria (Goddelijke meditaties).

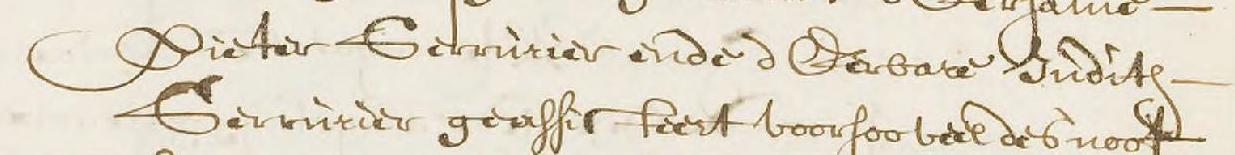
Vermelding van "Pieter Serrurier" en zijn dochter "Judith Serrurier" in een akte van de Amsterdamse notaris Pondt, 8 september 1662.

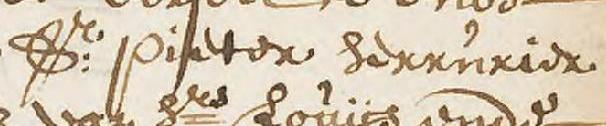
Vermelding van "Pieter Serrurier" in de nalatenschap van zijn dochter Judith door de Amsterdamse notaris Jacob Pont, 15 november 1662.

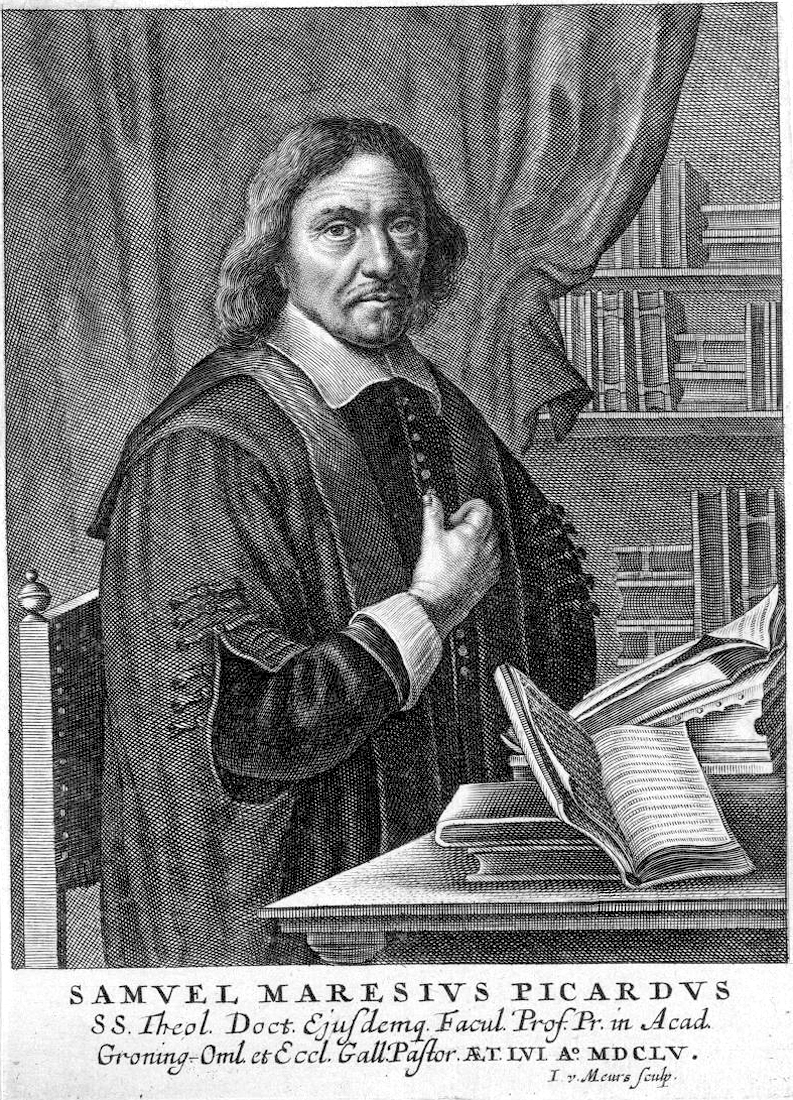
Jacob van Meurs: Samuel Maresius (Samuel Des Marets of Desmarets, Oisemont, 1599 - Groningen, 1673), co-auteur en tegenstander van Serrarius.

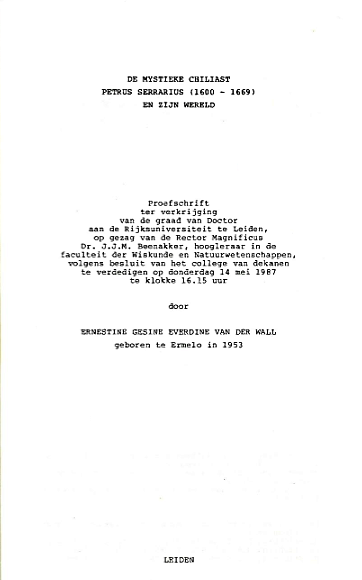
Ernestine G.E. van der Wall: De mystieke chiliast Petrus Serrarius (1660-1669) en zijn wereld, Leiden, 1987, dissertatie Universiteit Leiden.

Petrus Serrarius (Pieter Serrurier, Peter Serrarius, Pierre Serrurier, Pieter Serrarius, Petro Serario, Petrus Serarius; 1600, Londen - begraven op 1 oktober 1669, Amsterdam) was een chiliast, theoloog, schrijver en rijk koopman, die zich in 1630 in Amsterdam vestigde en daar tot zijn dood werkzaam was. Hij werd geboren "in een welvarende Waalse koopmansfamilie Serrurier in Londen" en werd de "deken van de dissidente chiliastische theologen in Amsterdam" genoemd.
Serrurier studeerde van 1617 tot 1619 aan Christ Church in Oxford, en van 1620 tot 1623 aan de Waalse universiteit in Leiden. Deze Franstalige opleiding maakte deel uit van de aanvankelijke Universiteit Leiden. Daar ontmoette Serrarius de Schotse latere calvinistische predikant, schrijver en pamflettist John Dury, met wie hij tot zijn eigen dood in 1669 nauw verbonden bleef. In zijn Amsterdamse periode publiceerde Serrarius in het Nederlands, Frans, Engels en Latijn over theologische, joodse en astronomische onderwerpen.

## Kring
In Amsterdam verkeerde hij enerzijds met de collegianten als Adam Boreel en Galenus Abrahamsz, en anderzijds met de Portugese joden die zich daar vestigden of geboren waren, onder meer Menasseh ben Israel en Benedictus de Spinoza. Hij was correspondent van Samuel Hartlib. Zijn betrokkenheid bij joden en het jodendom bracht hem tot de studie van Kabbalah en Gematria. Later werd hij aanhanger van Sabbatai Zevi, die zich als de Messias beschouwde.

### Vriendschap met Spinoza
Nadler noemt Serrarius vaak in zijn biografie van Spinoza. Serrarius was erg belangrijk voor Spinoza omdat Serrarius hem in contact bracht zowel met de Amsterdamse chiliasten en Quakers als met Henry Oldenburg. Serrarius kende Spinoza misschien van de groep van Amsterdamse collegianten en had hem mogelijk in contact gebracht met de Quaker Ames. Oldenburg had misschien van Serrarius gehoord over Spinoza en bezocht Spinoza midden juli 1662 in Rijnsburg, wat tot een sterke vriendschap leidde. Serrarius was met Franciscus van den Enden, de leraar van Spinoza, aanwezig geweest bij chemische proeven van Johannes Glauber in Amsterdam. Misschien was Spinoza daar ook bij.
Oldenburg vroeg Spinoza om hem via Serrarius een exemplaar van diens boek Renati Descartes principia philosophiae, more geometrico demonstrata te sturen. Serrarius trad op als postmeester in Amsterdam en koerier naar Engeland voor Spinoza. Later schreef Oldenburg dat hij van Serrarius had gehoord dat het goed ging met Spinoza en dat die hem niet vergeten was. Toen Spinoza een paar weken in Amsterdam was, sprak hij Serrarius. Oldenburg verwachtte een pakje via Serrarius in Amsterdam, en hoopte dat Spinoza een manuscript met zijn gedachten over de Bijbel zou meesturen. Serrarius verspreidde onder protestanten in Amsterdam de boodschap dat Sjabtai Tsvi de Messias was.

## Opvattingen en contacten
Serrarius publiceerde werken over het Duizendjarig vrederijk. Hij was een van de eerste volgelingen van de Silezische mysticus en chiliast Jacob Boehme in Amsterdam.
Serrarius was zeer geïnteresseerd in de kwestie van de tien verloren stammen van de Israëlieten, en stond op goede voet met de Amsterdamse Quakers,. Verder had hij contact met de Quaker en Nederlandstalige auteur William Ames. Hij onderhield een briefwisseling met de Britse doper Henry Jessey.

## Literatuur

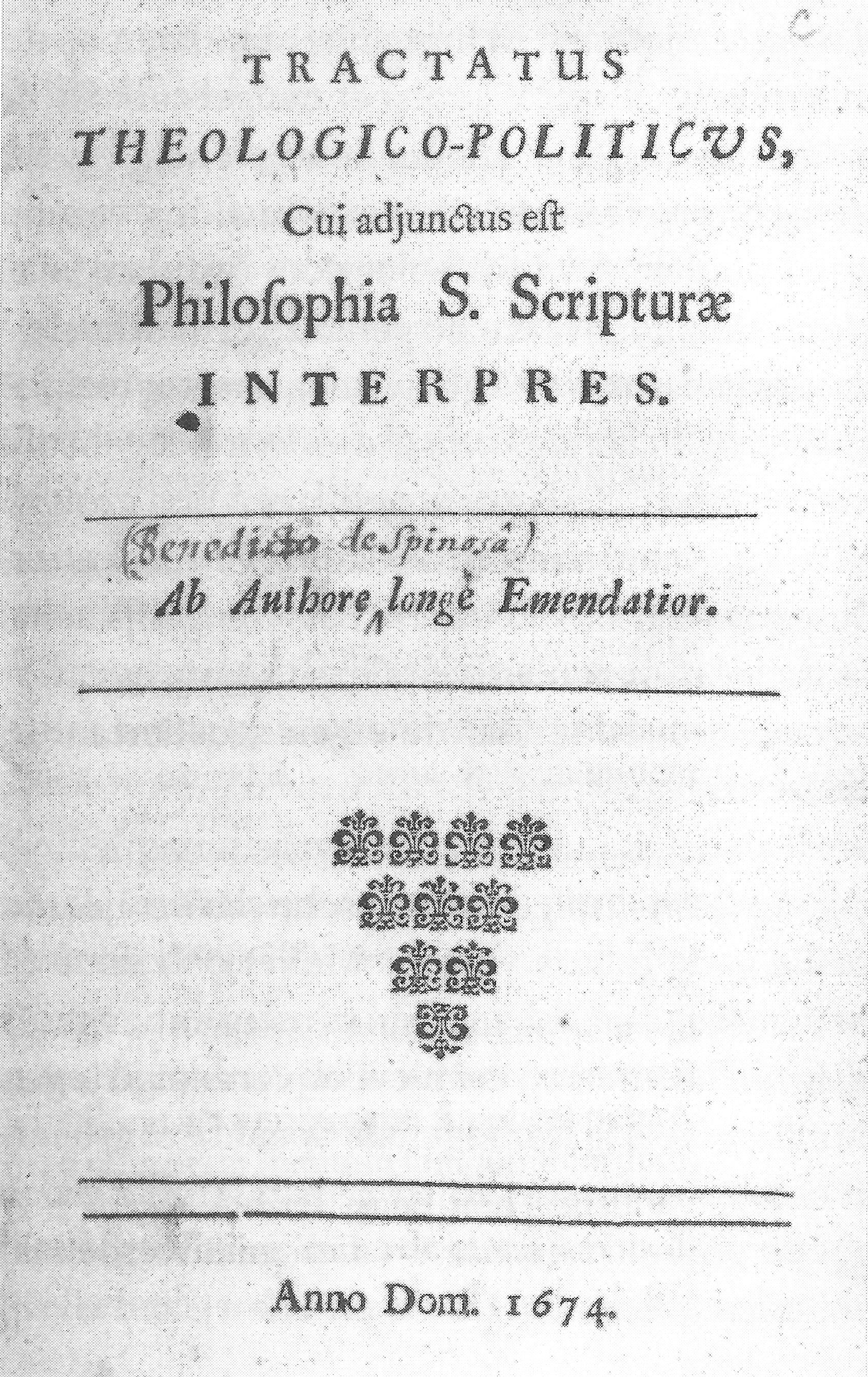
Lodewijk Meijer: Philosophia S. Scripturae interpres, 1674, gepubliceerd samen met Spinoza's Tractatus theologico-politicus. Serrarius bestreed Meijers boek fel.
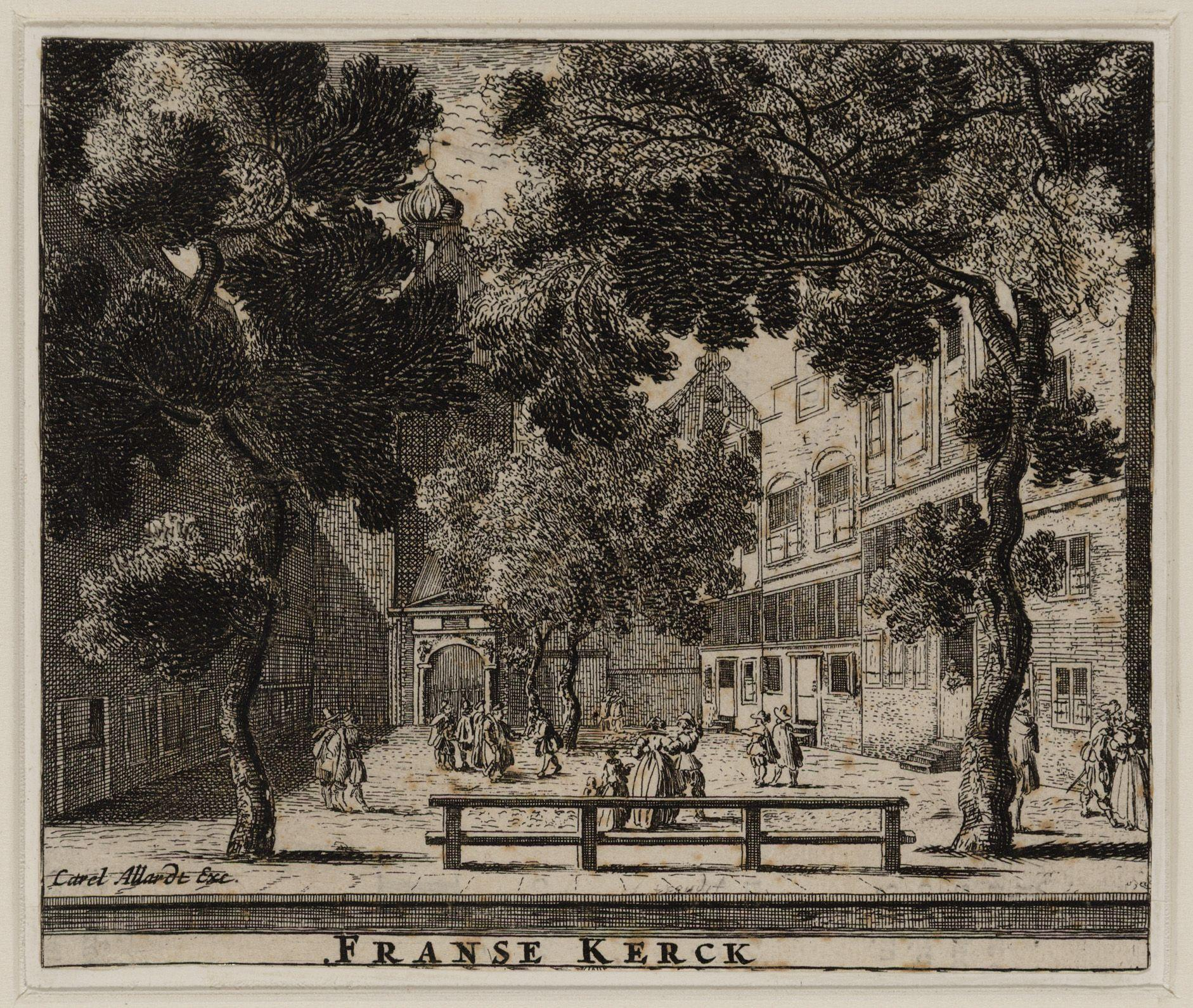
Carolus Allard (1648-1709): Waalse Kerk (Amsterdam), gravure, 1675-1708. Hier werd Serrarius op 1 oktober 1669 begraven.
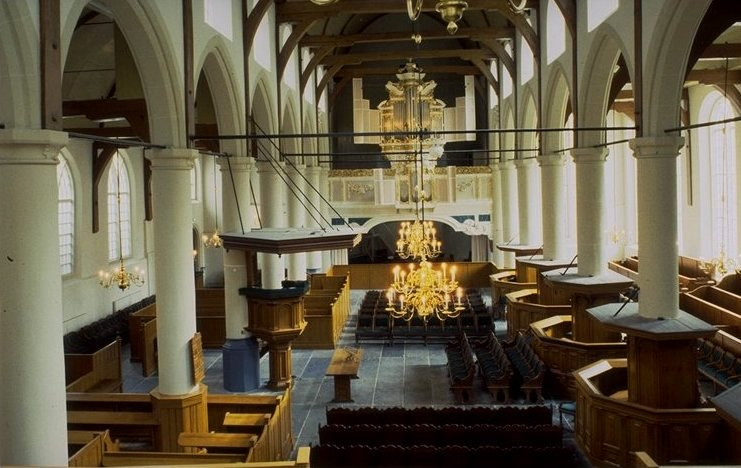
Waalse Kerk, Amsterdam, met modern interieur.